# Iek U Ieong
Iek U Ieong (chinesisch 易宇洋, Pinyin Yì Yǔyáng; * 24. April 1998) ist ein Badmintonspieler aus Macau. 

## Karriere
Iek U Ieong nahm 2013 und 2014 an den Badminton-Asienmeisterschaften der Junioren teil. 2014 startete bei den Weltmeisterschaften der Junioren und auch bei den Asienspielen der Erwachsenen. Bei den Asienspielen trat er im Mannschaftswettbewerb an und schied mit dem Team im Achtelfinale aus.